# عمل مرجعي

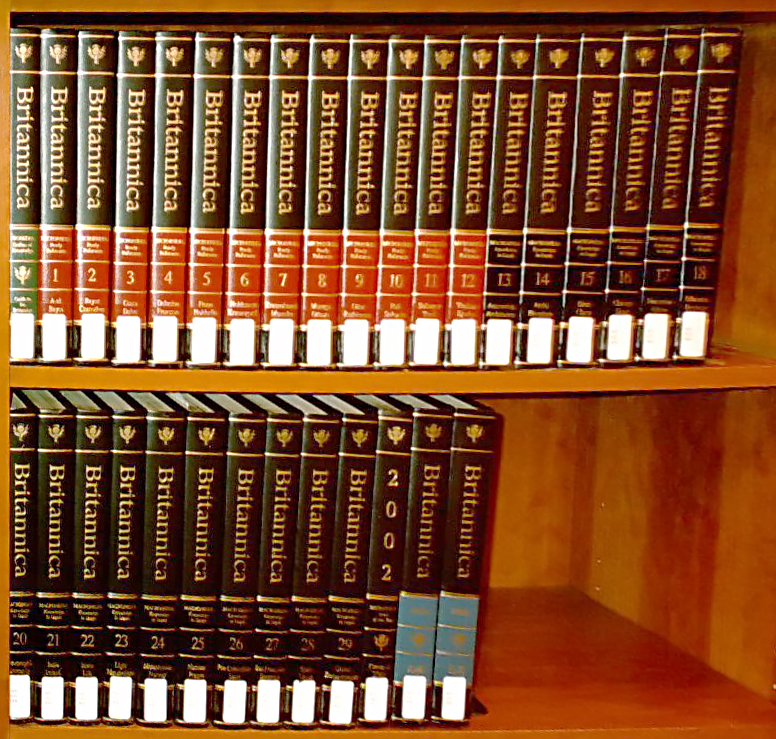
نسخة ورقية من الموسوعة البريطانية Encyclopædia Britannica في نسختها الخامسة عشرة.

العمل المرجعي هو أي كتاب أو دورية بالصيغة الورقية المطبوعة أو المكافئ الإلكتروني لها والتي يمكن أن يستشهد بها كمصدر للمعلومات.
الهدف من الأعمال المرجعية هو سهولة الحصول على المعلومة بسرعة ويسر، بالمقابل لا يبتغى منها قراءتها من الغلاف إلى الغلاف، من بدايتها إلى نهايتها. تصاغ النصوص في الأعمال المرجعية غالباً بصيغة تقديم المعلومة وليس بأسلوب إنشائي.
تتضمن الأعمال المرجعية القواميس والمكانز والموسوعات والتقاويم والفهارس.

## اقرأ أيضاً
- علم المكتبات
- للأغبياء